# USS Arlington (LPD-24)
«Арлінгтон»(англ. USS Arlington (LPD-24) — десантний транспортний корабель-док ВМС США, восьмий корабель типу «Сан-Антоніо». Призначений для транспортування військ та комбінованої висадки повітряним (за допомогою вертольотів чи конвертопланів) та водним (за допомогою катерів на повітряній подушці) морських піхотинців. Також він є третім кораблем військово-морських сил США, який названий на честь міського округу Арлінгтон (передмістя Вашингтона, штат Вірджинія), де розташований Пентагон.

## Будівництво

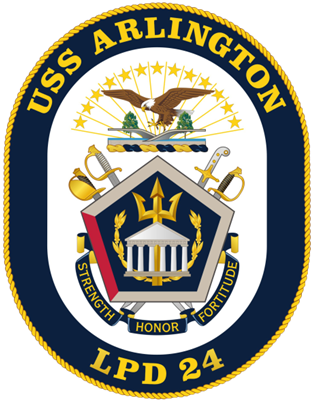
Емблема корабля

Контракт на будівництво від 6 листопада 2006 року було укладено з суднобудівної компанією Ingalls Shipbuilding, розташованої в Паскагула, штат Міссісіпі, яка з 2011 року є частиною компанії «Huntington Ingalls Industries». Закладка кіля відбулася 26 травня 2008 року. 23 листопада 2010 року було спущено на воду. Готовність склала 77%. Хрещеною матір'ю корабля стала Джойс Рамсфелд, дружина колишнього міністра оборони Сполучених Штатів Дональда Рамсфельда. 26 березня 2011 року відбулася церемонія хрещення. 21 серпня 2012 року приступив до перших морським випробувань, які тривали три дні. З 28 жовтня по 2 листопада були проведені приймальні випробування. 7 грудня на верфі відбулася церемонія передачі замовнику - військово-морському флоту США. 22 березня 2013 вперше прибув в порт приписки на військово-морську базу Норфолк (штат Вірджинія), завершивши двотижневий перехід з Паскагула. 6 квітня був введений в експлуатацію.

## Служба
У серпні 2013 року «Арлінгтон» провів випробування з космічним кораблем НАСА «Оріон».
У 2014 році брав участь в різних навчаннях.
6 жовтня 2015 року залишив порт приписки для першого розгортання, після триденної затримки через ураган Хоакін, в зонах відповідальності П'ятого і Шостого флоту США. 3 травня 2016 року повернувся до порт приписки, завершивши своє перше розгортання.
18 травня 2017 року залишив порт приписки для участі в міжнародному навчанні «Baltops 2017», які проходили з 1 по 16 червня. 16 червня прибув в триденним візитом в Кіль (Німеччина). 9 липня повернувся в порт приписки.

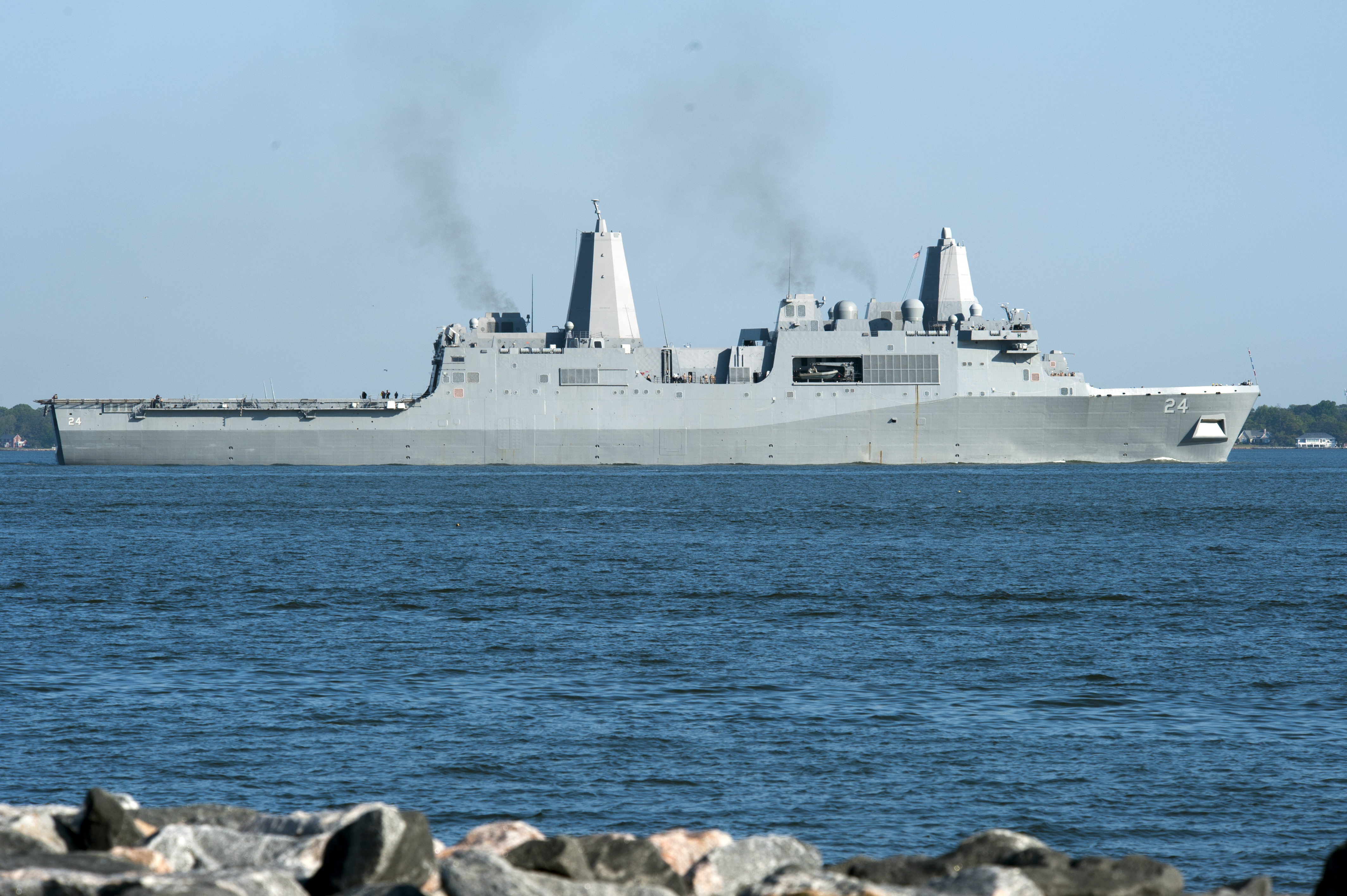
В Норфолці (4 травня 2015 р.)

23 травня 2018 прибув з шестиденним візитом в Манхеттен (Нью-Йорк, штат Нью-Йорк) для участі в Тижні військово-морського флоту в Нью-Йорку, який покинув 29 травня.
У травні 2019 року  був переведена до Перської затоки через повідомлення через занепокоєння щодо діяльності Ірану."Розгортання корабля-амфібії відбувається у відповідь на ознаки підвищеної готовності Ірану проводити наступальні операції проти американських сил та наших інтересів", - йдеться в заяві Міністерства оборони США. 
17 серпня 2021 року залишив порт приписки Норфолк, для надання гуманітарної допомоги та ліквідацію наслідків стихійного лиха у Гаїті після землетрусу магнітудою 7,2 який стався 14 серпня 2021 року.